# Иследник (роман)
Иследник је роман српског књижевника Драгана Великића из 2015. године. Роман приповеда о средовечном писцу и његовим покушајима да реконструише, расветли и разуме живот своје недавно преминуле мајке. Радња се одиграва на просторима Србије, Хрватске и Мађарске, односно у средњоевропском миљеу познатим из Великићевих претходних књижевних остварења
Књижевна критика је топло дочекала роман. У књижевном приказу за недељник Време Теофил Панчић га је сумирао речима: Иследник је узбудљив, моћан роман књижевне и животне дозрелости. Срђан Тешин, у приказу објављеном у Недељнику, хвалио је композицију дела, истичући да нема читаоца који неће себе уткати у овај роман, јер „Иследник“ говори о ономе о чему бисмо радије ћутали. Књига је награђена Кочићевим пером, Златним сунцокретом, као и НИН-овом наградом за најбољи роман из 2015, са образложењем жирија да је „Иследник” сугестивна и слојевито исприповедана прича о условљености појединца сложеним егзистенцијалним околностима на које се не може рационално утицати. Ово је Великићева друга Нин-ова награда (Прву је добио за „Руски прозор“ 2007) и тиме је постао, након Добрице Ћосића и Живојина Павловића, трећи књижевник коме је награда додељена двапут.